# Франсис Пуланк
Франсис Жан Марсел Пуланк (фр. Francis Jean Marcel Poulenc; Париз, 7. јануар 1899 — Париз, 30. јануар 1963) је био француски композитор и пијаниста. Припадао је француској групи композитора познатој као Шесторица. Компоновао је разноврсна дела попут соло песама, клавирских, ораторијумских, оркестралних и балетских композиција и црквену музику.
Чланови Шесторке су били, уз Пуланка, млади композитори из Француске и Швајцарске: Дарјус Мијо, Жорж Орик, Луј Дире, Артур Хонегер и Жермен Тајфер. У поређењу са другим члановима Шесторице, Пуланк није експериментисао са екстремним решењима, већ је иновативно освежавао и обогаћивао наслеђене оквире изграђујући свој стил.
Пуланкова уметност се креће око два пола: религиозних дела (мисе, мотети, Стабат матер) и световних, које излаже пародирању и сатири.

## Дела
- Музика за балет Les Biches (1922/23)
- Концерт за клавир и оркестар (1949)
- Концерт за чембало и оркестар, (1927-1928)
- Концерт за два клавира и оркестар у д-молу (1932)
- Концерт за оргуље, гудаче и тимпане у ге-молу (1938)
- Кантата " Људска фиргура " за два гласа - а капела (1943)
- Опера Les mamelles de Tirésias (1947)
- Опера Разговори кармелићанки (1957)
- Опера „Људски глас“ (1959)
- Глорија (1959)
- Стабат матер (1950)
  - Соната за два кларинета, op. 7 (1918/1945)
  - Соната за виолину и клавир, op. 12 (1918)
  - Клавирска свита (1920)
  - Соната за клавир и фагот, op. 32 (1922/1945)
  - Соната за рог, трубу и тромбон, op. 33 (1922/1945)
  - Трио за обоу, фагот и клавир, op. 43 (1926)
  - Француска свита op. 80 (1935)
  - Соната за виолину и клавир, op. 119 (1942-3/1949)
  - Соната за виолончело и клавир, op. 143 (1940-48)
  - Соната за флауту, op. 164 (1956-7)
  - Елегија за рог и клавир, op. 168 (1957)
  - Соната за кларинет, op. 184 (1962)
  - Соната за обоу, op. 185 (1962)